# 9 és ½ randi
A 9 és ½ randi magyar romantikus filmvígjáték, Sas Tamás rendezésében. A főbb szerepekben Fenyő Iván, Kovács Patrícia és Hevér Gábor látható.
A filmet 2008. február 14-én, Bálint-napon mutatták be. Bár a mozikban jól teljesített, a kritika negatívan fogadta: főként a filmben felbukkanó reklámokat, a gyenge forgatókönyvet és a kidolgozatlan szereplőket bírálták.

## Cselekmény
A főhős Dávid, aki valaha író volt. A nők körében ismert, mivel agglegény, és minden hölgy be akarja kötni a fejét. A főhőst sorscsapások érik, amelyeket nehezen visel. Kiadója ajánlatot tesz neki, amelynek nem tud ellenállni. Az ajánlat lényege, hogy tíz nap alatt meg kell írnia egy sikerkönyvet, s ha ezt leadja, akkor megkapja a pénzt, amelyből adósságait ki tudja fizetni. A könyv témája a fővárosi fiatal, egyedülálló nők élete és kapcsolatai. Ahhoz, hogy a könyvet minél jobban meg tudja írni, lehetetlen kapcsolatokba bonyolódik az író, s előáll egy filmvígjáték minden kellékével (pl.helyzetkomikum) egyetemben.

## Szereplők
- Debreceni Dávid: Fenyő Iván
- Angyal Nóra: Kovács Patrícia
- Beni: Hevér Gábor

- Angéla: Söptei Andrea
- Viki: Szávai Viktória
- Dalma: Rezes Judit
- Paintball lány: Herczeg Adrienn
- Merci: Jordán Adél
- Zsuzsa: Pelsőczy Réka
- Lenke: Stefanovics Angéla
- Alternatív lány: Gáspár Kata
- Főzőrandis lány: Kéri Kitty
- Tünde: Egres Katinka
- Vilmos: Gáspár Tibor
- Gábor: Kaszás Géza
- Kempelen, hotelmenedzser: Scherer Péter
- S.O.S szerelem randiguru: Botos Éva
- Blanka: Horváth Lili
- Merci pasija: Anger Zsolt
- Salsatanár: Méhes László
- Emma: Császár Réka
- Vivien: Pálmai Anna
- Bizonytalan lány: Roszik Hella
- IQ-light lány: Csizmadia Gabi
- Manó: Balogh Richárd
- Dávid 5 évesen: Kuhár Zsolt
- Beni anyja: Pásztor Erzsi
- Újságíró: Elek Ferenc
- Fotóslány: Györfi Anna
- Újságírónő: Tallós Rita
- Rajongó lány: Takács Nóra Diána
- Kiadó recepciósa: Erdélyi Tímea
- Csapos: Szikszai Rémusz
- Cingár: Vicei Zsolt
- Lány a könyvesboltban: Neményi Fanni
- Vegapincér: Lábodi Ádám
- Erőszakos lány: Molnár Rita

## Nézettség
A nézettségi adatok szerint 202 485 jegyet adtak el rá.